# 17 kwietnia
17 kwietnia jest 107. (w latach przestępnych 108.) dniem w kalendarzu gregoriańskim. Do końca roku pozostaje 258 dni.

## Święta
- Imieniny obchodzą: Anicet, Aniceta, Eliasz, Innocenty, Izydor, Izydora, Jakub, Józef, Katarzyna, Klara, Paweł, Radociech, Robert, Roberta, Rudolf, Salwator i Teodora
- Światowy Dzień Chorych na Hemofilię
- Kiribati – Narodowy Dzień Zdrowia
- Samoa – Święto Flagi
- Syria – Dzień Ewakuacji
- Wspomnienia i święta w Kościele katolickim obchodzą[1][2]:
  - św. Anicet (papież i męczennik)
  - św. Katarzyna Tekakwitha (Indianka, osoba świecka)
  - św. Landeryk z Melsbroek (biskup i opat)
  - św. Robert z Molesme (cysters)
  - św. Usthazades (męczennik z Persji)

## Wydarzenia w Polsce

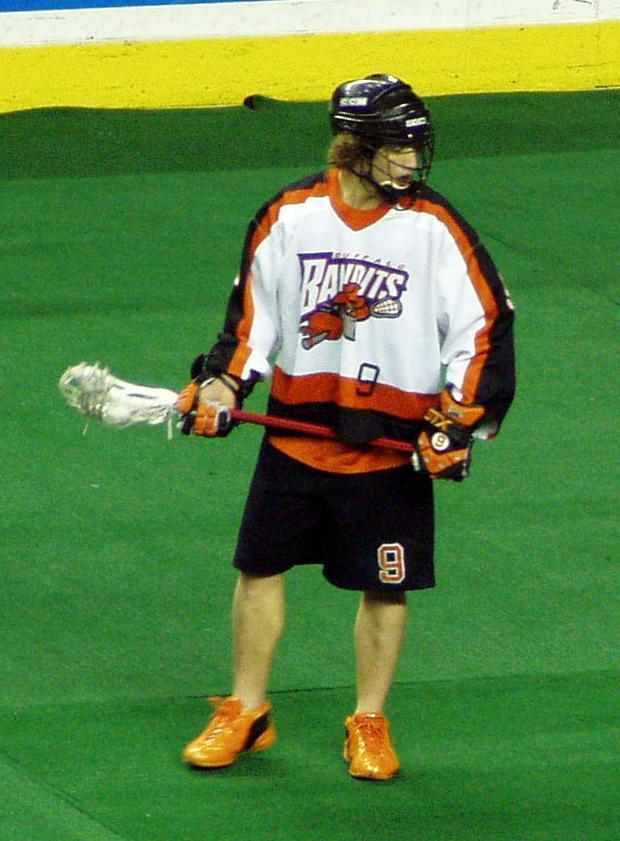
17 kwietnia 2008 roku odbył się pierwszy mecz lacrosse w Polsce, w którym Wrocław zremisował z Poznaniem 5:5. Na zdjęciu gracz lacrosse (Mark Steenhuis z Buffalo Bandits)

- 1433 – Rozpoczęła się bitwa żorska, stoczona podczas wojny o sukcesję korony czeskiej.
- 1493 – Król Jan I Olbracht na prośbę rady miejskiej potwierdził przywilej lokacyjny Koła.
- 1526 – Król Zygmunt I Stary i książę pomorski Jerzy I na czele 8000 żołnierzy wkroczyli do Gdańska i stłumili bunt luterańskiego pospólstwa.
- 1577 – Decydujące zwycięstwo wojsk polskich w bitwie pod Lubiszewem podczas wojny ze zbuntowanym Gdańskiem.
- 1617 – Został ufundowany drewniany klasztor oo. Franciszkanów w Bełchatowie.
- 1627 – IV wojna polsko-szwedzka: zwycięstwem wojsk polskich zakończyła się bitwa pod Czarnem.
- 1794 – Insurekcja kościuszkowska: rozpoczęła się insurekcja warszawska pod wodzą Jana Kilińskiego.
- 1807 – Paweł Bieliński został prezydentem Warszawy.
- 1819 – Umierający prymas Polski Franciszek Skarbek-Malczewski został nakłoniony do podpisania dekretu kasacyjnego dla 25 klasztorów męskich i 4 żeńskich.
- 1831 – Powstanie listopadowe: porażka powstańców w bitwie pod Wronowem.
- 1848 – Pod wpływem wydarzeń Wiosny Ludów rząd austriacki uwłaszczył chłopów w Galicji.
- 1886 – Wielki pożar zniszczył doszczętnie zabudowę Stryja w Galicji.
- 1919:
  - Jarogniew Drwęski objął stanowisko pierwszego w historii prezydenta Poznania.
  - Wojna polsko-bolszewicka: wojsko polskie zdobyło Lidę.
- 1942:
  - Dzięki wprowadzeniu do organizacji agentki Zofii Leśniewskiej, która zastąpiła aresztowaną miesiąc wcześniej łączniczkę, Gestapo aresztowało całe kierownictwo kolskiej komendy ZWZ/AK oraz wielu członków miejscowych organizacji. Aresztowania uniknął jedynie zastępca komendanta Stefan Sochacki, który musiał uciec do Generalnego Gubernatorstwa pod przybranym nazwiskiem.
  - W ramach tzw. akcji kwietniowej w getcie warszawskim Gestapo aresztowało i rozstrzelało ekonomistę Menachema Lindera, współpracownika organizacji Oneg Szabat.
- 1943 – Ponad tysiąc Żydów zostało rozstrzelanych w czasie likwidacji getta w Kozowej w byłym województwie tarnopolskim.
- 1944 – Oddziały AK, AL i BCh odparły atak dziesięciokrotnie liczniejszych sił niemieckich na Wojsławice koło Chełma, powstrzymując planowaną akcję pacyfikacyjną.
- 1945 – Oddziały OUN i UPA dokonały masakry około stu Polaków w Wiązownicy.
- 1947 – Założono klub sportowy Zatoka Braniewo.
- 1957 – Założono Miejski Klub Sportowy Flota Świnoujście.
- 1973 – Dokonano oblotu samolotu rolniczego PZL-106 Kruk.
- 1984 – W rozegranym w Warszawie towarzyskim meczu piłkarskim Polska-Belgia (0:1) po raz ostatni (104.) wystąpił w reprezentacji Grzegorz Lato.
- 1988 – Relikwie św. Andrzeja Boboli zostały złożone w nowo wybudowanym sanktuarium jego imienia w Warszawie.
- 1989 – Sąd Wojewódzki w Warszawie ponownie zarejestrował NSZZ „Solidarność”.
- 1995 – 22 osoby zginęły w wyniku wybuchu gazu w bloku mieszkalnym przy al. Wojska Polskiego w Gdańsku.
- 2008:
  - Brazylijski piłkarz Legii Warszawa Roger Guerreiro otrzymał obywatelstwo polskie.
  - Odbył się pierwszy mecz lacrosse w Polsce, w którym Wrocław zremisował z Poznaniem 5:5.
- 2010 – W Warszawie odbyły się uroczystości pożegnalne ofiar katastrofy lotniczej w Smoleńsku.

## Wydarzenia na świecie
- 1080 – Kanut IV Święty został królem Danii.
- 1191 – Wyburzono zabudowę opuszczonej dawnej miejscowości wypoczynkowej Tusculum koło Rzymu.
- 1330 – Na zamku w Wyszehradzie węgierski magnat Felicjan Zach usiłował dokonać zamachu na rodzinę królewską, raniąc króla Karola Roberta i królową Elżbietę Łokietkównę, po czym zginął z ręki jednego ze służących.
- 1432 – Miasto Buckow w Brandenburgii zostało zniszczone przez husytów.
- 1492 – Krzysztof Kolumb podpisał umowę z monarchami kastylijskimi Izabelą I i Ferdynandem II, na mocy której miał zostać dziedzicznym admirałem nowo odkrytych lądów i namiestnikiem władców tamże.
- 1521 – Marcin Luter, po otrzymaniu listu żelaznego, przybył na obrady sejmu Rzeszy w Wormacji, gdzie został wezwany w celu odwołania swej nauki.
- 1524 – Giovanni da Verrazzano dotarł, jako pierwszy Europejczyk, do terenów dzisiejszego Nowego Jorku.
- 1539 – Henryk Pobożny został księciem Saksonii.
- 1555 – Książę Cosimo I Medici zdobył Sienę i wcielił ją w powstające Wielkie Księstwo Toskanii.
- 1573 – Wojna osiemdziesięcioletnia: nierozstrzygnięta holendersko-hiszpańska bitwa morska pod Vlissingen.
- 1581 – Król Hiszpanii Filip II Habsburg został obwołany przez portugalskie Kortezy w Tomar królem Portugalii (jako Filip I).
- 1594 – Papież Klemens VIII kanonizował Jacka Odrowąża.
- 1607 – Armand Jean Richelieu otrzymał sakrę biskupią.
- 1625 – Wincenty a Paulo założył w Paryżu Zgromadzenie Księży Misjonarzy.
- 1671 – Rozpoczęto budowę Synagogi Portugalskiej w Amsterdamie.
- 1692 – Książę elektor Saksonii Jan Jerzy IV ożenił się w Lipsku z Eleonorą Wettyn z Saksonii-Eisenach.
- 1711 – Karol VI Habsburg został arcyksięciem Austrii.
- 1792 – W szpitalu Bicetre w Paryżu przetestowano na żywych baranach i zwłokach bezdomnych działanie nowoczesnej gilotyny według projektu chirurga i fizjologa Antoine’a Louisa.
- 1796 – I koalicja antyfrancuska: zwycięstwo wojsk francuskich nad sardyńsko-piemonckimi w bitwie pod Ceva.
- 1797 – Napoleon Bonaparte zawarł z Austriakami pokój w Leoben, na mocy którego Austria miała utracić na rzecz Francji Niderlandy Austriackie i Lombardię w zamian za terytoria weneckie, Istrię oraz Dalmację. Traktat został potwierdzony przez oficjalne porozumienie, które zawarto w Campo Formio 17 października tego samego roku.
- 1839 – Gwatemala wystąpiła ze Zjednoczonych Prowincji Ameryki Środkowej.
- 1852 – Niemiecki astronom Robert Luther odkrył planetoidę (17) Thetis.
- 1861:
  - Brytyjski astronom Norman Pogson odkrył planetoidę (67) Asia.
  - Wirginia wystąpiła z Unii.
- 1874 – Została odkryta Kometa Coggia.
- 1885 – Została ustanowiona flaga buddyjska.
- 1888 – Austriacki astronom Johann Palisa odkrył planetoidę (276) Adelheid.
- 1895 – W Shimonoseki został podpisany traktat kończący wojnę chińsko-japońską. Japonia zajęła półwysep Liaodong, Formozę oraz Peskadory.
- 1897 – Rzekoma katastrofa UFO w miejscowości Aurora w Teksasie.
- 1903 – W Hanowerze założono przedsiębiorstwo produkujące autobusy i ciężarówki Büssing AG.
- 1904 – W Rio de Janeiro założono klub piłkarski Bangu AC.
- 1911 – Palm Beach na Florydzie otrzymało prawa miejskie.
- 1912:
  - Hybrydowe zaćmienie Słońca widoczne nad Atlantykiem i Europą.
  - Rosyjskie wojsko otworzyło ogień do strajkujących górników w kopalni złota w rejonie miasta Bodajbo na Syberii, w wyniku czego zginęło 170 osób, a ponad 200 zostało rannych.
  - W marokańskim Fezie wybuchło antyfrancuskie powstanie.
- 1914 – Tuwa została przyłączona do Rosji jako Kraj Urianchajski.
- 1915 – Niemiecki astronom Max Wolf odkrył planetoidę (805) Hormuthia.
- 1917:
  - I wojna światowa: zwycięstwo wojsk tureckich nad brytyjskimi w II bitwie pod Gazą.
  - Włodzimierz Lenin po przyjeździe do Piotrogrodu przedstawił tzw. tezy kwietniowe, uznawane za zapowiedź wybuchu rewolucji październikowej.
- 1924 – Założono amerykańską wytwórnię filmową Metro-Goldwyn-Mayer.
- 1925 – Paul Painlevé został po raz drugi premierem Francji.
- 1926 – Dokonano oblotu brytyjskiego bombowca torpedowego Blackburn Ripon.
- 1927:
  - Reprezentacja Niemiec w rugby mężczyzn w swym pierwszym oficjalnym meczu pokonała Francję 30:5.
  - Velimir Vukićević został premierem Królestwa Serbów, Chorwatów i Słoweńców.
- 1930 – Założono paragwajski klub piłkarski Sportivo San Lorenzo.
- 1931 – Trzy dni po proklamowaniu przez Francesca Macię Republiki Katalońskiej, która miała połączyć się z resztą Hiszpanii na zasadzie konfederacji, zawarty został kompromis z rządem Drugiej Republiki Hiszpańskiej, na mocy którego Katalonia stała się autonomiczną częścią Hiszpanii pod nazwą Generalitat de Catalunya, Macià został jej pierwszym prezydentem, a jej ustrój regulował Statut Katalonii.
- 1933 – Koło Luray w Wirginii otwarto pierwszy obóz Cywilnego Korpusu Ochrony Przyrody.
- 1934 – Dokonano oblotu brytyjskiego samolotu pasażerskiego de Havilland Dragon Rapide.
- 1938 – Papież Pius XI kanonizował Andrzeja Bobolę.
- 1941 – Kampania bałkańska: kapitulacja Jugosławii.
- 1945:
  - Niemcy zniszczyli zaporę na Wieringermeer w Holandii.
  - Niemiecka 300-tysięczna Grupa Armii „B” feldmarszałka Walthera Modela skapitulowała przed Amerykanami.
  - Powstała Austriacka Partia Ludowa (ÖVP).
- 1946 – Syria ogłosiła niepodległość (od Francji).
- 1947:
  - Brytyjski statek pasażerski „Sir Harvey Adamson” z 269 osobami na pokładzie zatonął podczas rejsu z Rangunu do Mergui w Birmie.
  - Feldmarszałek Luftwaffe Erhard Milch, oskarżony o popełnienie zbrodni wojennych i zbrodni przeciwko ludzkości, został skazany na dożywocie przez Amerykański Trybunał Wojskowy w Norymberdze.
- 1948 – Elpidio Quirino został prezydentem Filipin.
- 1952 – W katastrofie samolotu Douglas DC-4 na Portoryko zginęły 52 osoby.
- 1953 – Założono szwajcarskie przedsiębiorstwo transportu śmigłowcowego Heliswiss.
- 1956 – Rozwiązano Kominform.
- 1958 – W Brukseli rozpoczęła się Wystawa Światowa.
- 1961:
  - Aklilu Habte-Wold został premierem Etiopii.
  - Odbyła się 33. ceremonia wręczenia Oscarów.
  - W Zatoce Świń rozpoczęła się nieudana inwazja uzbrojonych i wspieranych przez CIA sił uchodźców kubańskich.
- 1964:
  - Amerykanka Jerrie Mock została pierwszą kobietą, która samotnie obleciała świat, lądując po 29 dniach samolotem Cessna 180 w Columbus w stanie Ohio
  - Podczas podchodzenia do lądowania w saudyjskim Dhahranie rozbił się na morzu samolot Sud Aviation Caravelle należący do Middle East Airlines, w wyniku czego zginęło 49 osób.
  - Prezydent Francji Charles de Gaulle przeszedł operację usunięcia guza prostaty.
  - W Nowym Jorku odbyła się premiera Forda Mustanga.
  - W Nowym Jorku otwarto nieistniejący już baseballowy Shea Stadium.
- 1967:
  - Ustanowiono Order Kanady.
  - Został wystrzelony amerykański satelita księżycowy Surveyor 3.
- 1969:
  - Gustáv Husák został pierwszym sekretarzem KPCz, zastępując zdymisjonowanego Alexandra Dubčeka.
  - Palestyńczyk Sirhan Sirhan został uznany przez sąd za winnego zabójstwa Roberta F. Kennedy’ego i sześć dni później skazany na karę śmierci, zamienioną później na dożywotnie pozbawienie wolności.
- 1970 – Załoga statku Apollo 13 bezpiecznie wodowała na Pacyfiku po nieudanej misji księżycowej.
- 1971 – W Kalkucie członkowie Ligi Awami proklamowali niepodległość Pakistanu Wschodniego pod nazwą Bangladesz.
- 1973 – Rozpoczęło działalność amerykańskie przedsiębiorstwo transportowe FedEx.
- 1975 – Czerwoni Khmerzy zajęli stolicę Kambodży Phnom Penh i obalili reżim Lon Nola, zmieniając nazwę kraju na Kampucza.
- 1979 – W stolicy Cesarstwa Środkowoafrykańskiego (obecnie Republiki Środkowoafrykańskiej) Bangi rozpoczęły się trzydniowe protesty licealistów i studentów przeciwko wprowadzeniu przez reżim Jeana-Bédela Bokassy obowiązkowych uniformów szkolnych, w wyniku których z rąk służb bezpieczeństwa zginęło 100-200 osób.
- 1980 – Wielka Brytania przyznała niepodległość Zimbabwe.
- 1982 – Królowa Elżbieta II proklamowała konstytucję Kanady.
- 1984 – Brytyjska policjantka Yvonne Fletcher zginęła, gdy z terenu ambasady Libii w Londynie oddano strzały w kierunku demonstrujących przeciwników Muammara Kadafiego. W wyniku incydentu doszło do 11-dniowego oblężenia ambasady i zerwania stosunków dyplomatycznych między Wielką Brytanią a Libią.
- 1993:
  - ONZ wprowadziła gospodarczą blokadę Jugosławii.
  - Prezydent Czeczenii Dżochar Dudajew rozwiązał parlament.
- 1995 – Tiit Vähi został premierem Estonii.
- 1998:
  - Radu Vasile został premierem Rumunii.
  - Rozpoczęła się misja STS-90 wahadłowca Columbia.
- 2000 – Paul Kagame został wybrany przez Zgromadzenie Narodowe na prezydenta Rwandy.
- 2003:
  - Anneli Jäätteenmäki jako pierwsza kobieta objęła stanowisko premiera Finlandii.
  - Papież Jan Paweł II ogłosił swą ostatnią encyklikę Ecclesia de Eucharistia.
- 2004:
  - Ivan Gašparovič zwyciężył w II turze wyborów prezydenckich na Słowacji.
  - José Luis Zapatero został premierem Hiszpanii.
- 2006:
  - 11 osób zginęło, a ponad 60 zostało rannych w palestyńskim samobójczym zamachu bombowym w Tel Awiwie.
  - Uruchomiono Intellipedię.
- 2010:
  - 41 osób zginęło w podwójnym bombowym zamachu samobójczym w obozie dla uchodźców w mieście Kohat w północno-zachodnim Pakistanie.
  - Rozpoczęła się podróż apostolska papieża Benedykta XVI na Maltę.
- 2012:
  - Cheick Modibo Diarra został premierem Mali.
  - W zakładach w rosyjskim Togliatti zjechała z linii montażowej ostatnia Łada 2107.
- 2013 – 15 osób zginęło, a 160 zostało rannych w wyniku eksplozji azotanu amonu w fabryce nawozów sztucznych w West w Teksasie.
- 2014:
  - NASA ogłosiła odkrycie planety pozasłonecznej Kepler-186f, pierwszej wielkości Ziemi znajdującej się w ekosferze.
  - Urzędujący prezydent Algierii Abd al-Aziz Buteflika został wybrany na czwartą kadencję.
- 2018 – Wkrótce po zakończeniu drugiej pięcioletniej kadencji na stanowisku prezydenta Armenii Serż Sarkisjan objął urząd premiera, co doprowadziło do wybuchu protestów społecznych.
- 2019 – 29 osób zginęło, a 27 zostało rannych w katastrofie autokaru z niemieckimi turystami na portugalskiej wyspie Madera.

## Urodzili się
- 1277 – Michał IX Paleolog, współcesarz bizantyński (zm. 1320)
- 1447 – Baptysta Spagnoli, włoski karmelita, błogosławiony (zm. 1516)
- 1455 – Andrea Gritti, doża Wenecji (zm. 1538)
- 1573 – Maksymilian I, elektor Bawarii (zm. 1651)
- 1586 – John Ford, angielski dramaturg (zm. ok. 1640)
- 1587 – Ivan Lukačic, chorwacki kompozytor (zm. 1648)
- 1598 – Giovanni Riccioli, włoski jezuita, teolog, filozof, astronom (zm. 1671)
- 1601 – (data chrztu) Frans Ykens, flamandzki malarz (zm. 1693)
- 1620 – Małgorzata Bourgeoys, francuska zakonnica, święta (zm. 1700)
- 1622 – Henry Vaughan, walijski lekarz, poeta metafizyczny (zm. 1695)
- 1683 – Johann David Heinichen, niemiecki kompozytor (zm. 1729)
- 1686 – François-Victor Le Tonnelier de Breteuil, francuski arystokrata, polityk (zm. 1743)
- 1709 – Giovanni Domenico Maraldi, włoski astronom (zm. 1788)
- 1710 – Johann Martin Chladni, niemiecki teolog luterański, historyk (zm. 1759)
- 1734 – Taksin, król Syjamu (zm. 1782)
- 1741 – Samuel Chase, amerykański prawnik, polityk (zm. 1811)
- 1748 – Leopold Leonhard Raymund von Thun und Hohenstein, austriacki duchowny katolicki, biskup pasawski (zm. 1826)
- 1764 – Richard Stockton, amerykański prawnik, polityk, senator (zm. 1828)
- 1774:
  - Friedrich Koenig, niemiecki inżynier, wynalazca (zm. 1833)
  - Václav Jan Křtitel Tomášek czeski kompozytor, pedagog (zm. 1850)
- 1779 – Anzelm Brodziszewski, polski duchowny katolicki, biskup pomocniczy gnieźnieński (zm. 1866)
- 1783 – Jan Michał Dąbrowski, polski generał brygady (zm. 1827)
- 1786 – Charles de La Bédoyère, francuski hrabia, generał (zm. 1815)
- 1788 – Edwin Atherstone, brytyjski prozaik, poeta (zm. 1872)
- 1791 – James Gascoyne-Cecil, brytyjski arystokrata, polityk (zm. 1868)
- 1796 – Stanisław Jachowicz, polski poeta, bajkopisarz, pedagog, działacz społeczny (zm. 1857)
- 1799 – Eliza Acton, angielska pisarka, poetka (zm. 1859)
- 1806 – Juliusz Stadnicki, polski ziemianin, urzędnik, uczestnik powstania listopadowego (zm. 1863)
- 1814:
  - Josif Pančić, serbski botanik, wykładowca akademicki (zm. 1888)
  - Włodzimierz Adolf Wolniewicz, polski agronom, publicysta, powstaniec (zm. 1884)
- 1825:
  - Izydor Kopernicki, polski lekarz, antropolog, etnograf (zm. 1891)
  - Aniceto Ortega, meksykański lekarz, kompozytor, pianista (zm. 1875)
- 1833 – Jean-Baptiste Accolay, belgijski kompozytor (zm. 1900)
- 1837 – John Pierpont Morgan, amerykański finansista, przedsiębiorca (zm. 1913)
- 1842 – Maurice Rouvier, francuski polityk, premier Francji (zm. 1911)
- 1843 – Camillo Sitte, austriacki urbanista, architekt, malarz (zm. 1903)
- 1847 – Bronisław Komorowski, polski prozaik, dramaturg (zm. 1912)
- 1849 – William R. Day, amerykański prawnik, sędzia Sądu Najwyższego, dyplomata (zm. 1923)
- 1852 – Cap Anson, amerykański baseballista (zm. 1922)
- 1853:
  - Stefan Moysa-Rosochacki, polski ziemianin, prawnik, polityk pochodzenia ormiańskiego (zm. 1920)
  - Arthur Schoenflies, niemiecki matematyk, krystalograf, wykładowca akademicki (zm. 1928)
- 1854 – Benjamin Tucker, amerykański anarchoindywidualista, redaktor, wydawca (zm. 1939)
- 1855 – Siemion Wiengierow, rosyjski historyk literatury i myśli społecznej, bibliograf (zm. 1920)
- 1856 – Federico Cattani Amadori, włoski kardynał (zm. 1943)
- 1859 – Willis Van Devanter, amerykański prawnik, sędzia Sądu Najwyższego (zm. 1941)
- 1861:
  - Antoni Małecki, polski duchowny katolicki, biskup pomocniczy mohylewski, administrator apostolski Leningradu (zm. 1935)
  - Willard Saulsbury, amerykański polityk, senator (zm. 1927)
- 1865 – Urszula Ledóchowska, polska zakonnica, założycielka Zgromadzenia Sióstr Urszulanek, błogosławiona (zm. 1939)
- 1870:
  - Max Berg, niemiecki architekt, urbanista, polityk komunalny (zm. 1947)
  - Lars Israel Wahlman, szwedzki architekt (zm. 1952)
- 1874:
  - Ludwik Stanisław Liciński, polski nowelista, poeta, etnograf (zm. 1908)
  - Roman Negrusz, polski chemik, wykładowca akademicki (zm. 1926)
- 1875:
  - Petras Avižonis, litewski okulista, wykładowca akademicki, polityk (zm. 1939)
  - Cezary Wojciech Haller, polski kapitan, polityk (zm. 1919)
- 1876:
  - Arnold Drygas, polski lekarz, podróżnik (zm. 1906)
  - Maria Niedzielska, polska malarka, pedagog (zm. 1947)
- 1878:
  - Albert Canet, francuski tenisista (zm. 1930)
  - Dimitrios Petrokokinos, grecki tenisista (zm. 1942)
- 1879 – Henri Tauzin, francuski lekkoatleta, sprinter i płotkarz (zm. 1918)
- 1880:
  - Alan Percy, brytyjski arystokrata, polityk (zm. 1930)
  - Paweł Romocki, polski major artylerii, inżynier technolog, polityk, poseł na Sejm RP (zm. 1940)
  - Leonard Woolley, brytyjski archeolog (zm. 1960)
- 1882:
  - Wacław Lipiński, ukraiński historyk, socjolog, publicysta, polityk pochodzenia polskiego (zm. 1931)
  - Artur Schnabel, austriacki pianista, kompozytor, pedagog (zm. 1951)
- 1884 – Józef Ekkert, polski podpułkownik piechoty, nauczyciel, samorządowiec, starosta powiatu ostrowskiego (zm. 1962)
- 1885:
  - Karen Blixen, duńska pisarka (zm. 1962)
  - Eugène Minkowski, polsko-francuski psychiatra pochodzenia żydowskiego (zm. 1972)
  - Toine van Renterghem, holenderski piłkarz (zm. 1967)
- 1886:
  - Józef Kożuchowski, polski ekonomista, urzędnik państwowy, działacz gospodarczy (zm. 1968)
  - Sergiusz Schilling-Siengalewicz, polski lekarz, specjalista medycyny sądowej, toksykolog, wykładowca akademicki (zm. 1951)
- 1887:
  - Stefania Horovitz, polska chemik, wykładowczyni akademicka pochodzenia żydowskiego (zm. 1942)
  - Juliusz Nagórski, polski architekt, urbanista, malarz (zm. 1944)
- 1888:
  - Jonasz Mandżurski, rosyjski biskup i święty prawosławny (zm. 1925)
  - Herms Niel, niemiecki kompozytor (zm. 1954)
  - Józef Retinger, polski literaturoznawca, pisarz, polityk, wolnomularz (zm. 1960)
  - Jan Vos, holenderski piłkarz (zm. 1939)
- 1889:
  - Marcel Boussac, francuski przedsiębiorca, hodowca koni (zm. 1980)
  - Alfred Reade Godwin-Austen, brytyjski generał (zm. 1963)
- 1890:
  - Konstanty Meglicki, polski reżyser filmowy (zm. 1955)
  - Julian Wajnberg, polski inżynier elektryk (zm. 1950)
- 1891 – Monrad Wallgren, amerykański polityk, senator (zm. 1961)
- 1892 – Józef Kaczkowski, polski samorządowiec, prezydent Dąbrowy Górniczej i Sosnowca (zm. 1954)
- 1893 – Marguerite Broquedis, francuska tenisistka (zm. 1983)
- 1895 – Tadeusz Bocheński, polski poeta, prozaik, eseista, muzykolog, filozof (zm. 1962)
- 1897:
  - Antoon Coolen, holenderski pisarz, dziennikarz (zm. 1961)
  - Władysław Kowalski, polski piłkarz, żołnierz (zm. 1939)
  - Harald Sæverud, norweski kompozytor, dyrygent (zm. 1992)
  - Thornton Wilder, amerykański prozaik, dramaturg (zm. 1975)
- 1898:
  - Franciszek Kubat, polski starszy sierżant (zm. 1941)
  - Rudolf Mleczko, polski kapitan piechoty (zm. 1928)
- 1899 – Aleksander Klumberg, estoński lekkoatleta, wieloboista i oszczepnik (zm. 1958)
- 1900:
  - Herbert Brust, niemiecki kompozytor (zm. 1968)
  - Willy Burkhard, szwajcarski kompozytor (zm. 1955)
- 1901:
  - Bernard Carp, holenderski żeglarz sportowy (zm. 1966)
  - Rudolf März, polski skoczek do wody, inżynier górnictwa pochodzenia niemieckiego (zm. 1944)
  - Frederico Pinheiro, brazylijski piłkarz (zm. ?)
- 1902:
  - Cy Marshall, amerykański kierowca wyścigowy (zm. 1974)
  - Stanisław Ptak, polski piłkarz (zm. po 1939)
  - Jaime Torres Bodet, meksykański prozaik, poeta, polityk, dyplomata (zm. 1974)
  - Antoni Wakulicz, polski matematyk, wykładowca akademicki (zm. 1988)
- 1903:
  - Wojciech Francki, polski komandor (zm. 1996)
  - Nicolas Nabokov, amerykański kompozytor pochodzenia rosyjskiego (zm. 1978)
  - Grigorij Piatigorski, ukraińsko-amerykański malarz (zm. 1976)
  - Morgan Taylor, amerykański lekkoatleta, płotkarz (zm. 1975)
  - Marek Włodarski, polski malarz pochodzenia żydowskiego (zm. 1960)
- 1904:
  - Joseph Ahrens, niemiecki kompozytor, organista (zm. 1997)
  - Feliks Burdecki, polski pisarz science fiction, popularyzator nauki, publicysta, kolaborant III Rzeszy (zm. 1991)
  - Franciszek Dąbrowski, polski komandor porucznik (zm. 1962)
  - Karol Wilhelm Wystrychowski, polski sędzia, adwokat, powstaniec śląski (zm. 1980)
  - Chwalisław Zieliński, polski artysta, malarz, fotograf, konserwator zabytków (zm. 1974)
- 1905:
  - Halina Hermanowicz, polska malarka, pedagog (zm. 1983)
  - Janusz Kowalski, polski instruktor harcerski, polityk, poseł do KRN i na Sejm Ustawodawczy RP (zm. 1963)
  - Arthur Lake, amerykański aktor (zm. 1987)
  - Wojciech Pokora, polski pedagog, działacz oświatowy, polityk, poseł na Sejm Ustawodawczy (zm. 1980)
- 1906:
  - Pierino Bertolazzo, włoski kolarz szosowy (zm. 1964)
  - Stanisław Deutschman, polski piłkarz (zm. 1964)
  - Zenon Friedwald, polski autor tekstów piosenek pochodzenia żydowskiego (zm. 1976)
  - Zbigniew Karpiński, polski architekt (zm. 1983)
  - Jan Gösta Waldenström, szwedzki internista (zm. 1996)
- 1907:
  - Gustaw Bator, polski piłkarz, trener (zm. 1955)
  - Martti Miettunen, fiński polityk, premier Finlandii (zm. 2002)
  - Gawriił Zujew, radziecki pułkownik pilot, as myśliwski (zm. 1974)
- 1908:
  - Helena Bełkowska, polska aktorka (zm. 1994)
  - Ivan Brown, amerykański bobsleista (zm. 1963)
- 1909:
  - Alain Poher, francuski polityk (zm. 1996)
  - Janusz Szablowski, polski architekt (zm. 1982)
- 1910:
  - Ewangelos Awerof, grecki przedsiębiorca, filantrop, polityk (zm. 1990)
  - Ivan Goff, australijski scenarzysta filmowy (zm. 1999)
  - Herbert Ludat, niemiecki historyk, mediewista (zm. 1993)
  - Vladas Mikėnas, litewski szachista, sędzia szachowy (zm. 1992)
- 1911:
  - Hervé Bazin, francuski pisarz (zm. 1996)
  - George Seaton, amerykański reżyser, scenarzysta i producent filmowy (zm. 1979)
- 1912:
  - Mártha Eggerth, węgierska śpiewaczka operetkowa, aktorka (zm. 2013)
  - Manuel Rosas, meksykański piłkarz (zm. 1989)
  - Stanisław Sadowski, polski chirurg, polityk, poseł na Sejm PRL (zm. 1987)
  - Radu Manicatide, rumuński konstruktor lotniczy (zm. 2004).
- 1913:
  - Zack Clayton, amerykański koszykarz, baseballista, sędzia bokserski (zm. 1997)
  - Miss Read, brytyjska pisarka (zm. 2012)
- 1914:
  - Józef Burszta, polski etnolog, socjolog, historyk, wykładowca akademicki (zm. 1987)
  - Evelyn Furtsch, amerykańska lekkoatletka, sprinterka (zm. 2015)
  - Luigi Musina, włoski bokser (zm. 1990)
- 1915:
  - Şəmsulla Əliyev, radziecki kapitan (zm. 1943)
  - Martin Clemens, brytyjski dowódca wojskowy, administrator kolonialny (zm. 2009)
  - Henry M. Hoenigswald, niemiecki językoznawca, indoeuropeista, wykładowca akademicki (zm. 2003)
  - Kazimierz Lipiński, polski prawnik, sędzia Sądu Najwyższego (zm. 1963)
  - Benedetto Pola, włoski kolarz torowy (zm. 2000)
- 1916:
  - Sirimavo Bandaranaike, lankijska polityk, prezydent Sri Lanki (zm. 2000)
  - Jan Wilczek, polski pisarz (zm. 1987)
- 1917:
  - Roberto Campos, brazylijski ekonomista, pisarz, dyplomata, polityk (zm. 2001)
  - Edward Sutor, polski rzeźbiarz (zm. 1984)
- 1918:
  - Wiktor Boniecki, polski ekonomista, działacz komunistyczny, prezydent Krakowa (zm. 1997)
  - William Holden, amerykański aktor (zm. 1981)
  - Anne Shirley, amerykańska aktorka (zm. 1993)
- 1919:
  - Osvaldo Dorticós Torrado, kubański polityk, prezydent Kuby (zm. 1983)
  - Nikołaj Gapiejonok, radziecki pułkownik pilot (zm. 2008)
  - Chavela Vargas, meksykańska piosenkarka, aktorka (zm. 2012)
- 1920:
  - Edmonde Charles-Roux, francuska pisarka, dziennikarka (zm. 2016)
  - Władysław Ptak, polski inżynier, metalurg, wykładowca akademicki (zm. 1990)
  - Luciano Tajoli, włoski piosenkarz, aktor (zm. 1996)
- 1921:
  - Harold Lester Johnson, amerykański astronom (zm. 1980)
  - Iga Mayr, polska aktorka (zm. 2001)
  - Sergio Sollima, włoski reżyser i scenarzysta filmowy (zm. 2015)
- 1922:
  - Rafael I BiDawid, iracki duchowny katolicki Kościoła chaldejskiego, patriarcha Babilonu (zm. 2003)
  - Maria Gajecka, polska technik hutnik, działaczka związkowa, partyjna i społeczna, polityk, prezydent Zawiercia, poseł na Sejm PRL (zm. 1991)
  - Zbigniew Sokola-Maniecki, polski sierżant podchorąży, żołnierz AK, uczestnik powstania warszawskiego (zm. 1944)
  - Antoni Wąsowicz, polski żołnierz podziemia niepodległościowego w czasie II wojny światowej i powojennego podziemia antykomunistycznego (zm. 1948)
- 1923:
  - Lindsay Anderson, brytyjski reżyser filmowy (zm. 1994)
  - Étienne Bally, francuski lekkoatleta, sprinter (zm. 2018)
  - Neville McNamara, australijski marszałek lotnictwa (zm. 2014)
- 1924:
  - Tadeusz Maj, polski polityk, poseł na Sejm PRL 1995)
  - Matthew Shija, tanzański duchowny katolicki, biskup Kahamy (zm. 2015)
  - Jerzy Waleszkowski, polski major, neurochirurg (zm. 2014)
- 1925:
  - Carlo Di Palma, włoski operator filmowy (zm. 2004)
  - Arthur Larsen, amerykański tenisista (zm. 2012)
  - René Moawad, libański polityk, prezydent Libanu (zm. 1989)
  - Jan Romocki, polski żołnierz AK, podharcmistrz, poeta (zm. 1944)
  - Stefan Treugutt, polski krytyk teatralny i literacki, teatrolog, historyk literatury (zm. 1991)
- 1926:
  - Whitney Balliett, amerykański dziennikarz i krytyk muzyczny (zm. 2007)
  - Sydney Charles, grenadyjski duchowny katolicki, biskup Saint George’s na Grenadzie (zm. 2018)
  - Aharon Jadlin, izraelski polityk, minister edukacji i kultury (zm. 2022)
  - Joan Lorring, amerykańska aktorka (zm. 2014)
  - Zenomena Płużek, polska psycholog (zm. 2005)
- 1927:
  - Enver Dauti, albański aktor (zm. 2012)
  - Luis Pascual Dri, argentyński duchowny katolicki, kapucyn, kardynał (zm. 2025)
  - Margot Honecker, wschodnioniemiecka polityk (zm. 2016)
  - Jacques Noyer, francuski duchowny katolicki, biskup Amiens (zm. 2020)
- 1928:
  - François Xavier Nguyễn Văn Thuận, wietnamski duchowny katolicki, arcybiskup koadiutor Ho Chi Minh, kardynał, Sługa Boży (zm. 2002)
  - Cynthia Ozick, amerykańska pisarka pochodzenia żydowskiego
- 1929:
  - James Last, niemiecki kompozytor, aranżer, dyrygent (zm. 2015)
  - Karl-Erik Palmér, szwedzki piłkarz (zm. 2015)
  - Józef Pińkowski, polski ekonomista, polityk, poseł na Sejm i premier PRL (zm. 2000)
  - Shailendra Kumar Upadhyaya, nepalski polityk, minister spraw zagranicznych (zm. 2011)
- 1930:
  - Reza Badiyi, amerykański reżyser filmowy pochodzenia irańskiego (zm. 2011)
  - Chris Barber, brytyjski puzonista i muzyk jazzowy (zm. 2021)
  - Venantino Venantini, włoski aktor (zm. 2018)
- 1931:
  - Malcolm Browne, amerykański dziennikarz, fotograf (zm. 2012)
  - Howard Payne, brytyjski lekkoatleta, młociarz (zm. 1992)
- 1932:
  - Karen Demirczian, ormiański polityk (zm. 1999)
  - Nechan Karakéhéyan, ormiański duchowny katolicki obrządku ormiańskiego, biskup Isfahanu, ordynariusz Grecji (zm. 2021)
- 1933:
  - Roman Domka, polski porucznik pilot (zm. 1957)
  - André Gruchet, francuski kolarz torowy i szosowy (zm. 2015)
  - Joachim Kroll, niemiecki seryjny morderca (zm. 1991)
- 1934:
  - Iwannis Louis Awad, syryjski duchowny syryjskokatolicki, egzarcha apostolski Wenezueli (zm. 2020)
  - Włodzimierz Tadeusz Kowalski, polski historyk, prawnik, wykładowca akademicki (zm. 1990)
  - Aleksiej Sacharow, rosyjski reżyser i scenarzysta filmowy (zm. 1999)
- 1935:
  - Teo Angelopoulos, grecki aktor, reżyser, scenarzysta i producent filmowy (zm. 2012)
  - Michał Beltoja, albański duchowny katolicki, męczennik, błogosławiony (zm. 1974)
  - Wasyl Turianczyk, ukraiński piłkarz, trener (zm. 2022)
- 1937:
  - Zoltán Berczik, węgierski tenisista stołowy (zm. 2011)
  - Ferdinand Piëch, austriacki inżynier, przedsiębiorca (zm. 2019)
  - Jan Murzynowski, polski koszykarz (zm. 2015)
- 1938:
  - Adam Gierek, polski inżynier, polityk, senator RP i eurodeputowany
  - Anna Podhajska, polska lekarka, biotechnolog, profesor nauk biologicznych (zm. 2006)
  - Perrette Pradier, francuska aktorka (zm. 2013)
  - Kerry Thornley, amerykański pisarz, publicysta (zm. 1998)
  - Andrzej Tomaszewicz, polski ekonomista, statystyk, programista (zm. 1991)
- 1939:
  - Francis Bazire, francuski kolarz szosowy (zm. 2022)
  - Bronisław Fidelus, polski duchowny katolicki
  - Ireneusz, grecki duchowny prawosławny, patriarcha Jerozolimy (zm. 2023)
  - Stanisław Włodarczyk, polski duchowny katolicki, biblista (zm. 2013)
- 1940:
  - Jacyr Francisco Braido, brazylijski duchowny katolicki, biskup Santos
  - Billy Fury, brytyjski piosenkarz, aktor (zm. 1983)
  - Wiesław Puś, polski historyk, profesor nauk humanistycznych
  - Paolo Urso, włoski duchowny katolicki, biskup Ragusy
  - Agostino Vallini, włoski duchowny katolicki, wikariusz generalny Rzymu, kardynał
- 1941 – Irena Klepfisz, amerykańska pisarka pochodzenia żydowskiego
- 1942:
  - Kenos Aroi, naurański polityk, prezydent Nauru (zm. 1991)
  - David Bradley, brytyjski aktor
  - Katia Krafft, francuska wulkanolog (zm. 1991)
  - Dalibor Motejlek, czeski skoczek narciarski
  - Moishe Postone, amerykański politolog, socjolog, historyk pochodzenia żydowskiego (zm. 2018)
- 1943:
  - Czesława Betlejewska, polska konserwatorka zabytków
  - Jahangir Butt, pakistański hokeista na trawie (zm. 2021)
  - Neil Johnson, amerykański koszykarz
  - Francesco Guido Ravinale, włoski duchowny katolicki, biskup Asti
  - Roger-Gérard Schwartzenberg, francuski polityk
- 1944 – Alaksandr Azarczankau, białoruski inżynier, kołchoźnik, polityk
- 1945:
  - Irene Crepaz, austriacka polityk
  - Ferenc Konrád, węgierski piłkarz wodny, trener (zm. 2015)
- 1946:
  - Edmund Borawski, polski przedsiębiorca, polityk, poseł na Sejm RP
  - Neil Campbell, amerykański biolog, wykładowca akademicki (zm. 2004)
  - Jesús Murgui Soriano, hiszpański duchowny katolicki, biskup Majorki
  - Hannah Nydahl, duńska buddystka (zm. 2007)
- 1947:
  - Patrizia Cavalli, włoska poetka, tłumaczka (zm. 2022)
  - Albert Deß, niemiecki rolnik, polityk
  - Marcin Święcicki, polski ekonomista, polityk, samorządowiec, minister współpracy gospodarczej z zagranicą, prezydent Warszawy i poseł na Sejm RP
  - Paul Thomas, amerykański aktor i reżyser filmów pornograficznych (zm. 2025)
- 1948:
  - Marie Benešová, czeska prawnik, polityk, prokurator generalny, minister sprawiedliwości (zm. 2024)
  - Jacek Bierkowski, polski szablista, działacz sportowy
  - John N. Gray, brytyjski filozof, politolog, publicysta
  - Jan Hammer, czeski pianista, kompozytor
  - Mirush Kabashi, albański aktor (zm. 2023)
  - Geoff Petrie, amerykański koszykarz
  - Algirdas Saudargas, litewski polityk, dyplomata
  - Rudolf Tajcnár, słowacki hokeista (zm. 2005)
  - Pekka Vasala, fiński lekkoatleta, średniodystansowiec
- 1949:
  - Zbigniew Gut, polski piłkarz (zm. 2010)
  - Waldemar Kocoń, polski piosenkarz (zm. 2012)
  - Miguel Mejía Barón, meksykański trener piłkarski
- 1950:
  - Wojciech Buciarski, polski lekkoatleta, tyczkarz
  - L. Scott Caldwell, amerykańska aktorka
  - Jean-Jacques Milteau, francuski wokalista i harmonijkarz bluesowy, autor tekstów
- 1951:
  - Horst Hrubesch, niemiecki piłkarz, trener
  - Olivia Hussey, brytyjska aktorka (zm. 2024)
  - Börje Salming, szwedzki hokeista (zm. 2022)
  - Paweł Śpiewak, polski socjolog, historyk idei, polityk, poseł na Sejm RP pochodzenia żydowskiego (zm. 2023)
- 1952:
  - Joe Alaskey, amerykański aktor głosowy, komik (zm. 2016)
  - Tom Bruce, amerykański pływak (zm. 2020)
  - Robert Gliński, polski reżyser filmowy
  - Željko Ražnatović, serbski nacjonalista (zm. 2000)
  - Ed Searcy, amerykański koszykarz
- 1953:
  - Maria Czubasiewicz, polska aktorka
  - Leszek Korzekwa, polski rzeźbiarz amator
  - Dany Laferrière, haitański pisarz, dziennikarz
  - Krzysztof Maciejewski, polski inżynier, polityk, poseł na Sejm RP
  - Linda Martin, irlandzka piosenkarka, prezenterka telewizyjna
  - Leszek Pogan, polski polityk, samorządowiec, prezydent Opola, wojewoda opolski (zm. 2023)
  - Frithjof Schmidt, niemiecki polityk
  - Antoni Żurek, polski duchowny katolicki, profesor nauk teologicznych
- 1954:
  - Jørgen Bojsen-Møller, duński żeglarz sportowy
  - Benny Kohlberg, szwedzki biegacz narciarski
  - Ołeksandr Kuźmuk, ukraiński generał, polityk
  - Ján Kozák, słowacki piłkarz, trener
  - Hubert Minnis, bahamski polityk, premier Bahamów
  - Riccardo Patrese, włoski kierowca wyścigowy
  - Roddy Piper, kanadyjski wrestler, aktor (zm. 2015)
  - Michael Sembello, amerykański piosenkarz, muzyk, autor tekstów
  - Apoloniusz Tajner, polski trener skoków narciarskich, działacz sportowy, prezes PZN
- 1955:
  - Jan Borysewicz, polski wokalista, gitarzysta, kompozytor, autor tekstów, członek zespołu Lady Pank
  - Byron Cherry, amerykański aktor
  - Wołodymyr Ihnatenko, ukraiński lekkoatleta, sprinter
  - Xhevdet Peci, kosowski bokser (zm. 2022)
  - Iwona Maria Pieńkawa, polska żeglarka (zm. 1975)
  - Jerzy Pietrzyk, polski lekkoatleta, sprinter
  - Iwan Tkałenko, ukraiński polityk
- 1956:
  - George Dodo, nigeryjski duchowny katolicki, biskup Zaria (zm. 2022)
  - Wojciech Jankowiak, polski polityk, samorządowiec, wicemarszałek województwa wielkopolskiego
  - Jan Ozga, polski duchowny katolicki, misjonarz, biskup diecezji Doumé-Abong’ Mbang w Kamerunie
  - Krzysztof Pulkowski, polski aktor, reżyser, scenarzysta i producent filmowy
- 1957:
  - Marc Aillet, francuski duchowny katolicki, biskup Bajonny
  - Afrika Bambaataa, amerykański muzyk, wokalista, kompozytor
  - Dwane Casey, amerykański trener koszykówki
  - Hubert Gardas, francuski szpadzista
  - Nick Hornby, brytyjski pisarz
- 1958:
  - Ilona Brand, niemiecka saneczkarka
  - Krzysztof Gajewski, polski funkcjonariusz policji, nadinspektor, komendant główny
  - Dirk Hafemeister, niemiecki jeździec sportowy (zm. 2017)
  - Marek Motyka, polski piłkarz, trener
- 1959:
  - Sean Bean, brytyjski aktor
  - Bansarn Bunnag, tajski dyplomata
  - Majid Majidi, irański reżyser, scenarzysta i producent filmowy
  - Li Meisu, chińska lekkoatletka, kulomiotka
  - Peter Simonsen, nowozelandzki piłkarz
- 1960:
  - Didier Burkhalter, szwajcarski polityk, wiceprezydent i prezydent Szwajcarii
  - Wiktor Dohadajło, ukraiński piłkarz, trener
  - Seán Ó Fearghaíl, irlandzki rolnik, polityk
  - Roberto Pérez, boliwijski piłkarz (zm. 2024)
  - Jörg Michael Peters, niemiecki duchowny katolicki, biskup pomocniczy Trewiru
  - Władimir Polakow, rosyjski lekkoatleta, tyczkarz
  - Thierno Youm, senegalski piłkarz
  - Jarosław Żamojda, polski reżyser, scenarzysta i operator filmowy
- 1961:
  - Greg Gianforte, amerykański polityk, gubernator Montany
  - Yves Jégo, francuski polityk
  - Jules Maaten, holenderski polityk, eurodeputowany
- 1962:
  - Edivalter Andrade, brazylijski duchowny katolicki, biskup Floriano
  - Krzysztof Grędziński, polski producent filmowy
  - Nancy Hogshead, amerykańska pływaczka
  - Serhij Puczkow, ukraiński piłkarz, trener
  - Robert Smolańczuk, polski fizyk teoretyk
- 1963:
  - Ellen Breen, amerykańska narciarka dowolna
  - Ryszard Grobelny, polski samorządowiec, prezydent Poznania
  - Joel Murray, amerykański aktor
  - Iwona Parucka, polska lekkoatletka, płotkarka
  - Zofia Tokarczyk, polska łyżwiarka szybka
- 1964:
  - Andriej Borisenko, rosyjski inżynier, kosmonauta
  - Maynard James Keenan, amerykański wokalista, członek zespołu Tool
  - Ryszard Kolasa, polski lekkoatleta, tyczkarz (zm. 2016)
- 1965:
  - Aleksandr Barkow, rosyjski hokeista, trener
  - William Mapother, amerykański aktor
  - Dorota Ryst, polska poetka
- 1966:
  - Włodzimierz (Agibałow), rosyjski biskup prawosławny
  - Rafael Torres, dominikański bokser
  - Vikram, indyjski aktor
- 1967:
  - Joanna Bobowska, polska dziennikarka, polityk, poseł na Sejm RP
  - Henry Ian Cusick, brytyjsko-peruwiański aktor
  - Timothy Gibbs, amerykański aktor, reżyser, scenarzysta i producent filmowy
  - Barnaby Joyce, australijski polityk
  - Liz Phair, amerykańska piosenkarka, muzyk, kompozytorka
- 1968:
  - Jim Bilba, francuski koszykarz
  - Ornella Ferrara, włoska lekkoatletka, maratonistka
  - Eric Lamaze, kanadyjski jeździec sportowy
  - Milanka Opačić, chorwacka polityk pochodzenia serbskiego
  - Francisco de Sales Alencar Batista, brazylijski duchowny katolicki, biskup Cajazieras
- 1969:
  - Jana Frey, niemiecka autorka literatury dziecięcej i młodzieżowej
  - Joško Kreković, chorwacki piłkarz wodny
  - Eeke van Nes, holenderska wioślarka
  - Tracy Panton, belizeńska polityczka
  - Paulo Jackson Nóbrega de Sousa, brazylijski duchowny katolicki, biskup Garanhuns
- 1970:
  - Jacek Borcuch, polski aktor, reżyser i scenarzysta filmowy
  - Martin Buschmann, niemiecki handlowiec, polityk, eurodeputowany
  - Stefan Cieślar, polski wspinacz (zm. 2006)
  - Cheri Elliott, amerykańska kolarka górska
  - Robert Kotowski, polski historyk, muzealnik
  - Jacek Mickiewicz, polski kolarz szosowy
  - Adam Nyk, polski socjolog, działacz społeczny
  - Redman, amerykański raper
  - Ulrike Trebesius, niemiecka inżynier, polityk, eurodeputowana
- 1971:
  - José Cevallos, ekwadorski piłkarz, bramkarz
  - Francisco Lima, brazylijski piłkarz
  - Michał Wójcik, polski prawnik, polityk, poseł na Sejm RP
- 1972:
  - Dorota Brodowska, polska lekkoatletka, sprinterka i skoczkini w dal
  - Ben Dodwell, australijski wioślarz
  - Jennifer Garner, amerykańska aktorka, producentka filmowa
  - Dylan Mika, nowozelandzki i samoański rugbysta (zm. 2018)
  - Muttiah Muralitharan, lankijski krykiecista
  - Yūichi Nishimura, japoński sędzia piłkarski
  - Raisa O’Farrill, kubańska siatkarka (zm. 2023)
  - Jarkko Wiss, fiński piłkarz, trener
- 1973:
  - Bogusław Bidziński, polski śpiewak operowy (tenor)
  - Kenneth Carlsen, duński tenisista
  - Juan Carlos Franco, paragwajski piłkarz
  - Rafał Jewtuch, polski snookerzysta, komentator telewizyjny
  - Ignacy (Punin), rosyjski biskup prawosławny
  - Theo Ratliff, amerykański koszykarz
- 1974:
  - Mikael Åkerfeldt, szwedzki gitarzysta, wokalista, członek zespołów Bloodbath i Opeth
  - Victoria Beckham, brytyjska piosenkarka, aktorka, tancerka
  - Stéphanie Cano, francuska piłkarka ręczna
  - Jekatierina Kowalewska, rosyjska szachistka
  - Víctor, hiszpański piłkarz
- 1975:
  - Annick De Decker, belgijska wioślarka
  - Stefano Fiore, włoski piłkarz
  - José Luis Martínez-Almeida, hiszpański polityk, alkad Madrytu
  - Gabriel Soto, meksykański aktor, model
- 1976:
  - Anna Geislerová, czeska aktorka
  - Agnieszka Grzybowska, polska aktorka
  - Sizzla, jamajski wokalista reggae i dancehall
  - Maurycy Kochański, polski kierowca wyścigowy
  - Katarzyna Markiewicz, polska wokalistka, autorka tekstów, członkini zespołu One Million Bulgarians (zm. 2014)
  - Robert Prygiel, polski siatkarz, trener
  - Uładzimir Samsonau, białoruski tenisista stołowy
  - Maurice Wignall, jamajski lekkoatleta, płotkarz
- 1977:
  - Christian Becerine, argentyński kolarz BMX
  - Goran Drulić, serbski piłkarz
  - Chad Hedrick, amerykański łyżwiarz szybki
  - He Ying, chińska łuczniczka
- 1978:
  - Monika Bergmann-Schmuderer, niemiecka narciarka alpejska
  - Juan Guillermo Castillo, urugwajski piłkarz, bramkarz
  - Daniel Fünffrock, niemiecki aktor
  - Daniel Hensel, niemiecki kompozytor, muzykolog
  - Hannu Manninen, fiński kombinator norweski
  - David Murdoch, szkocki curler
  - David Vála, czeski zapaśnik
  - Anna Wielebnowska, polska koszykarka
- 1979:
  - Eric Brewer, kanadyjski hokeista
  - Ken Duken, niemiecki aktor, reżyser, scenarzysta i producent filmowy
  - Siddharth Narayan, indyjski aktor
  - Máiréad Nesbitt, irlandzka skrzypaczka, członkini zespołu Celtic Woman
  - Rodrigo Santana, brazylijski siatkarz
  - Marija Šestak, serbsko-słoweńska lekkoatletka, trójskoczkini
  - Michał Szulim, polski wokalista, gitarzysta, kompozytor, autor tekstów, członek zespołu Plateau
  - Wang Feng, chiński skoczek do wody
  - Patrycja Ziółkowska, niemiecka aktorka pochodzenia polskiego
- 1980:
  - Manuele Blasi, włoski piłkarz
  - Paweł Blehm, polski szachista
  - Nicholas D’Agosto, amerykański aktor pochodzenia włoskiego
  - Aleksandra Granda, polska lekkoatletka, tyczkarka
  - Alaina Huffman, kanadyjska aktorka
  - Kim Sun-young, południowokoreańska aktorka
  - Michał Kitliński, polski aktor
  - Marcin Kołodyński, polski aktor, dziennikarz, prezenter telewizyjny (zm. 2001)
  - Cameron McKenzie-McHarg, australijski wioślarz
  - Kirił Petkow, bułgarski polityk, premier Bułgarii
  - Fabián Vargas, kolumbijski piłkarz
- 1981:
  - Ilijana Dugandžić, chorwacka siatkarka
  - Kanstancin Kalcou, białoruski hokeista (zm. 2024)
  - Li Qin, chińska wioślarka
  - Jennifer Meadows, brytyjska lekkoatletka, biegaczka średniodystansowa
  - Hanna Pakarinen, fińska piosenkarka
  - Chris Thompson, brytyjski lekkoatleta, długodystansowiec
  - Jakub Urbańczyk, polski tubista
  - Zhang Yaokun, chiński piłkarz
  - Juryj Żaunou, białoruski piłkarz, bramkarz
- 1982:
  - Mamadou Diallo, malijski piłkarz
  - Joetex Asamoah Frimpong, ghański piłkarz
  - Marvin González, salwadorski piłkarz
  - Jarosław Hampel, polski żużlowiec
  - Agnieszka Karpiesiuk, polska lekkoatletka, sprinterka i płotkarka
- 1983:
  - Gal Alberman, izraelski piłkarz
  - Maria Fernanda Alves, brazylijska tenisistka
  - Cho Won-hee, południowokoreański piłkarz
  - Stanisław Czistow, rosyjski hokeista
  - Thomas Kristensen, duński piłkarz
- 1984:
  - Francis Crippen, amerykański pływak (zm. 2010)
  - Rosanna Davison, irlandzka fotomodelka, zdobywczyni tytułu Miss World
  - Lyndsie Fogarty, australijska kajakarka
  - Grzegorz Kmiecik, polski piłkarz
  - Marcin Komorowski, polski piłkarz
  - Paul-Henri de Le Rue, francuski snowboardzista
  - Jed Lowrie, amerykański baseballista
  - Raffaele Palladino, włoski piłkarz
  - C.J. Watson, amerykański koszykarz
- 1985:
  - Rooney Mara, amerykańska aktorka
  - Luke Mitchell, australijski aktor, model
  - Luis Miguel Noriega, meksykański piłkarz
  - Jo-Wilfried Tsonga, francuski tenisista
  - Kristof Wilke, niemiecki wioślarz
- 1986:
  - Jonas Damborg, duński piłkarz
  - Mateusz Danieluk, polski hokeista
  - Romain Grosjean, francuski kierowca wyścigowy
  - Lee Yong-rae, południowokoreański piłkarz
  - Jamie MacDonald, szkocki piłkarz, bramkarz
  - Mmusa Ohilwe, botswański piłkarz
- 1987:
  - Medhi Benatia, marokański piłkarz
  - Roman Bragin, rosyjski siatkarz
  - Katarzyna Motyl, polska koszykarka
  - Jacqueline MacInnes Wood, kanadyjska aktorka
- 1988:
  - Andrej Aramnau, białoruski sztangista
  - Mirosław Ośko, polski piłkarz ręczny
  - Pernille Wibe, norweska piłkarka ręczna
- 1989:
  - Charles Aránguiz, chilijski piłkarz
  - Martina Batini, włoska florecistka
  - Aleksandr Enbiert, rosyjski łyżwiarz figurowy
  - Lewon Hajrapetian, ormiański piłkarz
  - Wesley Koolhof, holenderski tenisista
  - Paraskiewi Papachristu, grecka lekkoatletyka, trójskoczkini
  - Floriane Pugin, francuska kolarka górska
- 1990:
  - Patrick Beckert, niemiecki łyżwiarz szybki
  - Alexander Belonogoff, australijski wioślarz pochodzenia rosyjskiego
  - Gia Mantegna, amerykańska aktorka pochodzenia włoskiego
  - Lukáš Mareček, czeski piłkarz
  - Rebecca Pavan, kanadyjska siatkarka
  - Inna Stiepanowa, rosyjska łuczniczka
- 1991:
  - Alexandra Dascalu, francuska siatkarka
  - Cleanthony Early, amerykański koszykarz
  - Constance Jablonski, francuska modelka pochodzenia polskiego
  - Dzianis Palakou, białoruski piłkarz
  - Jéssica Quintino, brazylijska piłkarka ręczna
- 1992:
  - Steven Fortès, kabowerdeński piłkarz
  - Joel Kayamba, kongijski piłkarz
  - Mislav Komorski, chorwacki piłkarz
  - Pirulo, hiszpański piłkarz
  - Shkodran Mustafi, niemiecki piłkarz pochodzenia albańskiego
  - So Hyon-uk, północnokoreański piłkarz
  - Jasper Stuyven, belgijski kolarz szosowy
- 1993:
  - Marta Biedziak, polska siatkarka
  - Serhij Kulisz, ukraiński strzelec sportowy
  - Monika Kutyła, polska siatkarka
  - Robin Lod, fiński piłkarz
  - Ewelina Wilińska, polska siatkarka
  - Paulina Zachoszcz, polska pływaczka
- 1994:
  - Amalie Iuel, norweska lekkoatletka, sprinterka
  - Anna Jakubiuk, polska koszykarka
  - Firmin Ndombe Mubele, kongijski piłkarz
  - Dominique Wilson, amerykańska koszykarka
- 1995:
  - Pawieł Buczniewicz, rosyjski hokeista
  - Will Hughes, angielski piłkarz
  - Kim Hyon-gyong, północnokoreańska zapaśniczka
  - Paul Litowsky, amerykański aktor
  - Clark Smith, amerykański pływak
  - Patrick Streitler, austriacki skoczek narciarski
- 1996:
  - Victor Bouveng, szwedzki kierowca wyścigowy
  - Tony van Diepen, holenderski lekkoatleta, sprinter i średniodystansowiec
  - Aitor Embela, piłkarz z Gwinei Równikowej, bramkarz
  - Nazarij Fedoriwski, ukraiński piłkarz, bramkarz
  - Gianluca Mancini, włoski piłkarz
  - Jakub Popiwczak, polski siatkarz
  - Darmani Rock, amerykański bokser
- 1997:
  - Nikolaos Andrikopulos, grecki lekkoatleta, trójskoczek
  - Alexandra Babaș, rumuńska siatkarka
  - Tilen Bartol, słoweński skoczek narciarski
  - Nika Kenczadze, gruziński zapaśnik
  - Dmitrij Łankin, rosyjski gimnastyk
  - Jorge Meré, hiszpański piłkarz
  - Juwan Morgan, amerykański koszykarz
  - Jekatierina Palcewa, rosyjska pięściarka
  - Ricardo Rivera, portorykański piłkarz
  - Matt Ryan, amerykański koszykarz
  - Corey Sanders, amerykański koszykarz
- 1998:
  - Kristoffer Ajer, norweski piłkarz
  - Marques Bolden, amerykański koszykarz
  - Matewos Isaakian, rosyjski kierowca wyścigowy pochodzenia ormiańskiego
  - Usman Nurmagomiedow, rosyjski zawodnik MMA pochodzenia dagestańskiego
  - Roman Pakszyn, rosyjski siatkarz
  - Anna Odine Strøm, norweska skoczkini narciarska
  - Anderson Treminio, nikaraguański piłkarz
  - Kenny Wooten, amerykański koszykarz
  - Desta Yohannes, etiopski piłkarz
- 1999:
  - Nicolas Claxton, amerykański koszykarz
  - Andrea Miklós, rumuńska lekkoatletka, sprinterka pochodzenia węgierskiego
  - Matthew Richardson, australijski kolarz torowy pochodzenia brytyjskiego
  - Mohammed Salisu, ghański piłkarz
  - Adam Walton, australijski tenisista
- 2000:
  - Daniel Aparicio, panamski piłkarz
  - Matevž Govekar, słoweński kolarz szosowy
  - Tommaso Marini, włoski florecista
  - Stephanie Soares, brazylijska koszykarka
- 2001:
  - Eber Ampugnani, argentyński żużlowiec
  - Christian Braun, amerykański koszykarz
  - Julia Mazur, polska siatkarka
  - Wikentij Wołoszyn, ukraiński piłkarz
- 2002:
  - Cristian Olivera, urugwajski piłkarz
  - Whitney Osuigwe, amerykańska tenisistka pochodzenia nigeryjskiego
  - Helene Pellicano, maltańska tenisistka
  - Kenneth Vargas, kostarykański piłkarz
- 2003:
  - Sugár Katinka Battai, węgierska szablistka
  - Lucas Chávez, boliwijski piłkarz
  - Noé Ela, piłkarz z Gwinei Równikowej
- 2004:
  - Dagoberto Espinoza, meksykański piłkarz
  - Jannik Faißt, niemiecki skoczek narciarski
  - Nicolás Siri, urugwajski piłkarz
- 2005:
  - Dina Agiszewa, białoruska gimnastyczka artystyczna
  - Niels Laros, holenderski lekkoatleta, średniodystansowiec
  - Antonio Nusa, norweski piłkarz pochodzenia nigeryjskiego

## Zmarli
- 485 – Proklos, grecki filozof neoplatoński (ur. 412)
- 609 – Aidan, król Dalriady (ur. ?)
- 858 – Benedykt III, papież (ur. ?)
- 1080 – Harald III Hein, król Danii (ur. 1041)
- 1111 – (lub 28 marca) Robert z Molesme, francuski mnich, reformator zakonny, założyciel zakonu cystersów, święty (ur. ok. 1029)
- 1321 – Branca, infantka portugalska, zakonnica (ur. 1259)
- 1330 – Felicjan Zach, węgierski magnat (ur. ?)
- 1355 – Marino Faliero, doża Wenecji (ur. ok. 1274)
- 1420 – Klara Gambacorta, włoska dominikanka, błogosławiona (ur. 1362)
- 1427 – Jan IV, książę Brabancji, Lothier i Limburga (ur. 1403)
- 1457 – Warcisław IX, książę wołogoski i zjednoczonego księstwa (ziemie: wołogoska, bardowska i rugijska) (ur. między 1395 a 1400)
- 1539 – Jerzy Brodaty, książę Saksonii (ur. 1471)
- 1572 – Filip Padniewski, polski duchowny katolicki, biskup przemyski i krakowski (ur. 1510)
- 1574 – Joachim Camerarius Starszy, niemiecki humanista, uczony (ur. 1500)
- 1622 – Richard Hawkins, angielski korsarz, odkrywca (ur. ok. 1562)
- 1624 – Maria Anna od Jezusa Navarro, hiszpańska zakonnica, mistyczka, błogosławiona (ur. 1565)
- 1636 – Mikołaj Sieniawski, polski szlachcic, polityk (ur. ok. 1598)
- 1643 – Henry Heath, angielski franciszkanin, męczennik, błogosławiony (ur. ok. 1599)
- 1672 – Gryzelda Wiśniowiecka, polska szlachcianka (ur. 1623)
- 1679 – Jan van Kessel (starszy), holenderski malarz (ur. 1626)
- 1680 – Katarzyna Tekakwitha, indiańska błogosławiona (ur. 1656)
- 1695 – Juana Inés de la Cruz, meksykańska zakonnica, pisarka, poetka (ur. 1651)
- 1696 – Markiza de Sévigné, francuska epistolografka (ur. 1626)
- 1706 – Samuel Russocki, polski szlachcic, polityk (ur. ?)
- 1711 – Józef I Habsburg, cesarz rzymsko-niemiecki, król Czech i Węgier (ur. 1678)
- 1713 – David Hollatz, niemiecki duchowny i teolog luterański (ur. 1648)
- 1742 – Arvid Horn, szwedzki polityk (ur. 1664)
- 1761 – Thomas Bayes, brytyjski duchowny prezbiteriański, matematyk (ur. ok. 1702)
- 1764 – Johann Mattheson, niemiecki kompozytor (ur. 1681)
- 1774 – Antoni Duchnowski, polski duchowny katolicki, kanonik inflancki (ur. 1708)
- 1783 – Louise d’Épinay, francuska pisarka (ur. 1726)
- 1790:
  - Benjamin Franklin, amerykański drukarz, uczony, filozof, dyplomata, polityk, ojciec założyciel Stanów Zjednoczonych (ur. 1706)
  - Melchior Karczewski, polski urzędnik, burmistrz Kielc (ur. 1708)
- 1804 – Francisco Antonio de Lorenzana, hiszpański duchowny katolicki, biskup Plasencii, arcybiskup Meksyku i Toledo, prymas i wielki inkwizytor Hiszpanii, kardynał, historyk (ur. 1722)
- 1811 – Franciszek Łętowski, polski ziemianin, polityk (ur. ?)
- 1831 – Dmitrij Sieniawin, rosyjski admirał (ur. 1763)
- 1837 – Joseph Inslee Anderson, amerykański polityk (ur. 1757)
- 1839 – Józef Franciszek Królikowski, polski pisarz (ur. 1781)
- 1840 – Hannah Webster Foster, amerykańska pisarka (ur. 1758)
- 1846 – James Fenner, amerykański prawnik, polityk (ur. 1771)
- 1848 – Maksymilian Stanisław Ryłło, polski jezuita, misjonarz (ur. 1802)
- 1850:
  - Pierre Giraud, francuski duchowny katolicki, arcybiskup Cambrai, kardynał (ur. 1791)
  - Jan Krukowiecki, polski generał (ur. 1772)
- 1852 – Étienne Maurice Gérard, francuski generał, polityk, par i marszałek Francji (ur. 1773)
- 1856 – Franz Krieg von Hochfelden, austriacki polityk (ur. 1776)
- 1858 – James Abercromby, brytyjski arystokrata, prawnik, polityk (ur. 1776)
- 1861:
  - Józef Paszkowski, polski poeta, tłumacz (ur. 1817)
  - Alois Taux, niemiecko-austriacki muzyk, dyrygent, kompozytor (ur. 1817)
- 1873 – Semen Hułak-Artemowski, ukraiński śpiewak operowy (baryton), kompozytor (ur. 1813)
- 1886 – Ferdinand Albert Gustav Nemitz, pruski prawnik, polityk (ur. 1805)
- 1888 – Adam Rzewuski, polski hrabia, generał kawalerii w służbie rosyjskiej (ur. 1805)
- 1892 – Alexander Mackenzie, kanadyjski polityk, premier Kanady (ur. 1822)
- 1893 – Lucy Larcom, amerykańska poetka, nauczycielka (ur. 1824)
- 1894 – Antonio F. Coronel, amerykański polityk, burmistrz Los Angeles pochodzenia meksykańskiego (ur. 1817)
- 1896 – Sophus Tromholt, duński nauczyciel, badacz północy, astrofizyk samouk, fotograf amator (ur. 1851)
- 1899 – Wilhelm Jordan, niemiecki geodeta, matematyk (ur. 1842)
- 1902 – Franciszek de Asís Burbon, książę Kadyksu, król małżonek Hiszpanii (ur. 1822)
- 1903:
  - Jordan Popjordanow, bułgarski rewolucjonista, anarchista (ur. 1881)
  - Henryk Skrzyński, polski duchowny katolicki, działacz społeczny, filantrop (ur. 1822)
- 1904 – Zofia Szeptycka, polska malarka, pisarka (ur. 1837)
- 1909 – Karol Hetper, polski leśnik, pedagog (ur. 1851)
- 1911 – Beniamino Cavicchioni, włoski kardynał (ur. 1836)
- 1913 – Gustav Wilhelm Wolff, brytyjski stoczniowiec, przedsiębiorca, polityk pochodzenia niemiecko-żydowskiego (ur. 1834)
- 1914 – Kazimierz Sulimierski, polski inżynier (ur. ok. 1855)
- 1917:
  - Edmond Genet, amerykański pilot wojskowy (ur. 1896)
  - Theodor Leber, niemiecki okulista (ur. 1840)
  - Karol Łaganowski, polski prawnik, dziennikarz, poeta (ur. 1856)
- 1918:
  - Karol Dittrich (młodszy), niemiecki przemysłowiec (ur. 1853)
  - Rudolf Matthaei, niemiecki pilot wojskowy, as myśliwski (ur. 1895)
- 1919:
  - Stefan Jentys, polski botanik, fizjolog roślin, chemik rolny, wykładowca akademicki (ur. 1830)
  - Ladislav Medňanský, austro-węgierski malarz (ur. 1852)
  - Kazimierz Ruebenbauer, polski gimnazjalista, orlę lwowskie (ur. 1901)
- 1920 – Walter Alfred Southey, brytyjski pilot wojskowy, as myśliwski (ur. 1897)
- 1921 – Manwel Dimech, maltański dziennikarz, filozof, poeta, prozaik, działacz socjalistyczny i nacjonalistyczny (ur. 1860)
- 1922 – Siergiej Manuchin, rosyjski polityk (ur. 1856)
- 1923:
  - Bror Brenner, fiński żeglarz sportowy (ur. 1855)
  - German (Gomzin), rosyjski mnich i święty prawosławny (ur. 1844)
  - Jan Kotěra, czeski malarz, architekt, grafik (ur. 1871)
  - Maria Teresa Nuzzo, maltańska zakonnica (ur. 1851)
- 1924 – Ralph Spotts, amerykański strzelec sportowy (ur. 1875)
- 1925 – Elvira Willman, fińska dramaturg, dziennikarka, działaczka rewolucyjna i socjalistyczna (ur. 1875)
- 1926:
  - Hermann Bollé, chorwacki architekt pochodzenia austriackiego (ur. 1845)
  - Hubert Linde, polski działacz gospodarczy, polityk, minister poczty i telegrafów oraz minister skarbu (ur. 1867)
  - Iwan Łukow, bułgarski generał porucznik (ur. 1871)
  - Antonio Adolfo Pérez Aguilar, salwadorski duchowny katolicki, arcybiskup metropolita San Salvador (ur. 1839)
- 1927:
  - Władysław Bukowiński, polski poeta, publicysta, wydawca, krytyk literacki i teatralny, pedagog (ur. 1871)
  - Konrad Gburkowski, polski duchowny katolicki, filomata pomorski (ur. 1869)
- 1928 – Beniamin (Kononow), rosyjski mnich prawosławny, nowomęczennik (ur. 1869)
- 1929:
  - Stefan Komorowski, polski duchowny katolicki, polityk (ur. 1863)
  - Clifford Sifton, kanadyjski polityk (ur. 1861)
- 1930 – Jarosław Tyszyński, polski rzeźbiarz (ur. 1883)
- 1932 – Julius Neubronner, niemiecki aptekarz, wynalazca (ur. 1852)
- 1933:
  - Wincenty Birkenmajer, polski poeta, nauczyciel, taternik (ur. 1899)
  - Harriet Brooks, kanadyjska fizyk jądrowa, wykładowczyni akademicka (ur. 1876)
  - Ludwik Chałubiński, polski inżynier chemik, taternik (ur. 1860)
  - Adam Dembicki von Wrocień, polski generał-porucznik armii austro-węgierskiej (ur. 1849)
  - Kote Mardżaniszwili, gruziński aktor i reżyser teatralny i filmowy (ur. 1872)
- 1935:
  - Barthô, brazylijski piłkarz (ur. 1899)
  - Józef Krzepela, polski prawnik, heraldyk, genealog (ur. 1846)
- 1936:
  - Charles Ruijs de Beerenbrouck, holenderski polityk, premier Holandii (ur. 1873)
  - Stanisław Szpotański, polski pisarz, historyk, publicysta, dyplomata, dziennikarz (ur. 1880)
- 1937 – Gustaw Stefan Szczawiński, polski inżynier, działacz społeczny, redaktor, wydawca (ur. 1874)
- 1938:
  - Marcin Chwiałkowski, polski górnik, działacz komunistyczny (ur. 1885)
  - Carl Schmidt, niemiecki teolog protestancki, egiptolog, koptolog (ur. 1868)
  - İlyas Tarhan, krymskotatarski dziennikarz, polityk (ur. 1900)
  - Server Trupçu, krymskotatarski polityk (ur. 1908)
- 1939:
  - Charles King-Harman, brytyjski urzędnik kolonialny (ur. 1851)
  - Harry Stiff, brytyjski przeciągacz liny (ur. 1881)
- 1940:
  - Katharina Schratt, austriacka aktorka (ur. 1853)
  - Ludwik Wittchen, polski rolnik, działacz narodowy (ur. 1871)
- 1942:
  - Spartaco Guisco, francuski komunista, działacz ruchu oporu (ur. 1911)
  - Sam Hollis, angielski trener piłkarski (ur. 1866)
  - Stefan Komornicki, polski muzeolog, historyk sztuki, wykładowca akademicki, taternik, narciarz (ur. 1877) lub 87)
  - Jean Baptiste Perrin, francuski fizyk, wykładowca akademicki, laureat Nagrody Nobla (ur. 1870)
  - (lub 8 czerwca) Henryk Szaro, polski scenarzysta, reżyser filmowy i teatralny pochodzenia żydowskiego (ur. 1900)
  - Dmitrij Uszakow, rosyjski językoznawca, wykładowca akademicki (ur. 1873)
- 1943:
  - Iwan Awiekow, radziecki pilot wojskowy, as myśliwski (ur. 1919)
  - Edmund Krause, polski duchowny katolicki (ur. 1908)
  - Charles Piard, francuski kolarz torowy (ur. 1883)
  - Tadeusz Przyłęcki, polski prawnik, adwokat, polityk, prezydent Radomia (ur. 1871)
- 1944:
  - Franz Chvostek młodszy, austriacki internista, wykładowca akademicki (ur. 1864)
  - Nikołaj Fiodorow, radziecki major, dowódca partyzancki (ur. 1915)
  - Piotr Kozłow, radziecki generał porucznik (ur. 1893)
  - Czesław Młot-Fijałkowski, polski generał brygady (ur. 1892)
- 1945:
  - Heinz Arnold, niemiecki pilot wojskowy, as myśliwski (ur. 1919)
  - Rifat Begolli, albański przedsiębiorca, polityk (ur. 1897)
  - Nikołaj Bieglecow, radziecki porucznik, kolaborant (ur. 1914)
  - Roman Bortnik, radziecki pułkownik (ur. 1908)
  - Siemion Chochriakow, radziecki major (ur. 1915)
  - Jan Górski, polski major dyplomowany piechoty, inżynier, cichociemny (ur. 1905)
  - Michaił Pietrow, rosyjski major (ur. 1910)
  - Hannie Schaft, holenderska studentka, uczestniczka ruchu oporu (ur. 1920)
  - Kiriłł Wiergun, rosyjski działacz emigracyjny (ur. 1907)
  - Aleksander Wołkowycki, białoruski nauczyciel, działacz komunistyczny (ur. 1895)
- 1946:
  - Juan Bautista Sacasa, nikaraguański lekarz, polityk, wiceprezydent i prezydent Nikaragui (ur. 1874)
  - Alexandru Papană, rumuński bobsleista (ur. 1906)
- 1948 – Kantarō Suzuki, japoński admirał, polityk, premier Japonii (ur. 1868)
- 1949:
  - Meir Bar-Ilan, litewski ortodoksyjny rabin, działacz syjonistyczny (ur. 1880)
  - Bernard Pares, brytyjski historyk, wykładowca akademicki (ur. 1867)
- 1950:
  - Władysław Filipkowski, polski pułkownik artylerii (ur. 1892)
  - Jerry Vasconcells, amerykański pilot wojskowy, as myśliwski (ur. 1892)
- 1951:
  - Ernst Moro, austriacki pediatra (ur. 1874)
  - Geevarghese Mar Philoxenos, indyjski duchowny Malankarskiego Kościoła Ortodoksyjnego, biskup Thumpamon (ur. 1897)
  - Adam Skałkowski, polski historyk, wykładowca akademicki (ur. 1877)
- 1952 – Czesław Kubik, polski dowódca partyzancki GL i AL, funkcjonariusz MO, ofiara represji stalinowskich (ur. 1910)
- 1953:
  - Tom Sharkey, irlandzki bokser (ur. 1873)
  - Sven Wingquist, szwedzki inżynier, przemysłowiec, wynalazca (ur. 1876)
- 1954 – Fiodor Komissarżewski, rosyjski reżyser teatralny (ur. 1882)
- 1955 – Bronisław Szulc, polsko-izraelski waltornista, dyrygent, kompozytor, autor opracowań muzycznych (ur. 1881)
- 1956 – Mychajło Kobryn, ukraiński pisarz, pedagog, działacz prawosławny (ur. 1871)
- 1958:
  - Wilhelm Gustav Franz Herter, niemiecki botanik, mykolog, wykładowca akademicki (ur. 1884)
  - Rita Montaner, kubańska piosenkarka, aktorka (ur. 1900)
- 1959:
  - Cecil Alport, południowoafrykański lekarz (ur. 1880)
  - Andrea Kushi, albański malarz (ur. 1884)
  - Władimir Nikitin, radziecki polityk (ur. 1907)
  - Boris Szyriajew, rosyjski dziennikarz, publicysta, poeta, prozaik (ur. 1887)
- 1960:
  - Eddie Cochran, amerykański gitarzysta, piosenkarz, kompozytor (ur. 1938)
  - Gieorgij Folbort, rosyjski fizjolog, wykładowca akademicki (ur. 1885)
- 1962:
  - Louise Fazenda, amerykańska aktorka (ur. 1895)
  - Henricus Tromp, holenderski wioślarz (ur. 1878)
- 1963 – Stiepan Szutow, radziecki pułkownik, polityk (ur. 1902)
- 1964 – Roman Grodecki, polski historyk, wykładowca akademicki (ur. 1889)
- 1965:
  - Włodzimierz Jasiński, polski duchowny katolicki, biskup sandomierski i łódzki (ur. 1873)
  - Wacław Szymański, polski rotmistrz (ur. 1896)
- 1966 – Zenon Wasilewski, polski malarz, fotografik, animator, lalkarz (ur. 1903)
- 1968 – Gustav Fröhlich, niemiecki pływak (ur. 1902)
- 1969:
  - Józef Bok, polski murarz, związkowiec, działacz komunistyczny, poeta, prozaik, publicysta (ur. 1890)
  - Aleksander Landy, polski pediatra, pedagog, działacz społeczny (ur. 1881)
- 1970:
  - Aleksy I, rosyjski duchowny prawosławny, patriarcha Moskwy i całej Rusi (ur. 1877)
  - Sammy Newsome, brytyjski kierowca wyścigowy (ur. 1901)
- 1972 – Kazimierz Kaczor, polski piłkarz (ur. 1895)
- 1974:
  - Claude Burton, amerykański kierowca wyścigowy (ur. 1903)
  - Heinrich Greinacher, szwajcarski fizyk, wykładowca akademicki, wynalazca (ur. 1880)
  - Jan Izydorczyk, polski polityk, poseł na Sejm PRL, dyplomata (ur. 1900)
  - Aleksander Lutze-Birk, polski inżynier, działacz niepodległościowy, członek Organizacji Bojowej PPS (ur. 1878)
- 1976 – Henrik Dam, duński biochemik, fizjolog, laureat Nagrody Nobla (ur. 1895)
- 1977:
  - William Conway, irlandzki duchowny katolicki, arcybiskup Armagh, prymas całej Irlandii, kardynał (ur. 1913)
  - Roman Drews, polski chirurg (ur. 1908)
  - Cyril Musil, czeski biegacz narciarski (ur. 1907)
- 1978:
  - Wacław Prusak, polski malarz (ur. 1891)
  - Luigina Sinapi, włoska mistyczka, Służebnica Boża (ur. 1916)
- 1979:
  - Paolo Barison, włoski piłkarz, trener (ur. 1936)
  - Luis Larrea Alba, ekwadorski pułkownik, polityk, tymczasowy prezydent Ekwadoru (ur. 1894)
- 1980:
  - Jan Jaroszewicz, polski duchowny katolicki, biskup kielecki (ur. 1903)
  - Wiesław Konrad Osterloff, polski pisarz (ur. 1915)
  - Józef Ponitycki, polski satyryk, scenarzysta filmowy (ur. 1919)
  - Humberto Tozzi, brazylijski piłkarz (ur. 1934)
- 1981:
  - Iwan Dubowoj, radziecki generał major wojsk pancernych (ur. 1900)
  - Hanns Kilian, niemiecki bobsleista, działacz sportowy (ur. 1905)
  - Ludwik Sempoliński, polski aktor, reżyser, piosenkarz, pedagog (ur. 1899)
- 1983:
  - Glikierija Bogdanowa-Czesnokowa, rosyjska aktorka (ur. 1904)
  - Felix Pappalardi, amerykański kompozytor, gitarzysta basowy, członek zespołu Mountain (ur. 1939)
- 1984:
  - Mark Wayne Clark, amerykański generał (ur. 1896)
  - Stanisław Strama, polski inżynier hutnik (ur. 1931)
- 1985:
  - Basil Bunting, brytyjski poeta, tłumacz (ur. 1900)
  - Janina Górzyńska-Bierut, polska pierwsza dama (ur. 1890)
- 1986:
  - Paul Costello, amerykański wioślarz (ur. 1894)
  - Marcel Dassault, francuski konstruktor lotniczy (ur. 1892)
- 1987 – Carlton Barrett, jamajski perkusista (ur. 1950)
- 1988 – Aleksandr Jegorow, radziecki polityk (ur. 1904)
- 1990:
  - Witold Łokuciewski, polski pilot wojskowy, as myśliwski (ur. 1917)
  - Angelo Schiavio, włoski piłkarz, trener (ur. 1905)
- 1991:
  - Giovanni Malagodi, włoski polityk (ur. 1904)
  - Tadeusz Pietrzykowski, polski bokser, trener (ur. 1917)
- 1992:
  - Arkadij Czernyszow, rosyjski piłkarz, hokeista, trener hokejowy (ur. 1914)
  - Albert De Raedt, belgijski piłkarz, bramkarz (ur. 1918)
  - Zofia Kozarynowa, polska pisarka, publicystka (ur. 1890)
  - Tadeusz Pawłowski, polski wspinacz, ratownik górski (ur. 1910)
- 1993:
  - Joachim Karliczek, polski pływak, piłkarz wodny, lekarz (ur. 1914)
  - Turgut Özal, turecki polityk, premier i prezydent Turcji (ur. 1927)
- 1994:
  - Stanisław Holly, polski aktor, wokalista (ur. 1911)
  - Jan Poddębniak, polski duchowny katolicki, Sprawiedliwy wśród Narodów Świata (ur. 1907)
  - Roger Wolcott Sperry, amerykański neuropsycholog, neurobiolog, wykładowca akademicki, laureat Nagrody Nobla (ur. 1913)
- 1995:
  - Ryszard Socha, polski polityk, poseł na Sejm PRL (ur. 1929)
  - Max Wünsche, niemiecki SS-Standartenführer (ur. 1914)
- 1996:
  - Tomás Gutiérrez Alea, kubański reżyser, scenarzysta i montażysta filmowy (ur. 1928)
  - Piet Hein, duński matematyk, wynalazca, pisarz (ur. 1905)
  - Adelaide Lambert, amerykańska pływaczka (ur. 1907)
  - José Luis López Aranguren, hiszpański filozof, eseista (ur. 1909)
- 1997:
  - Chaim Herzog, izraelski polityk, prezydent Izraela (ur. 1918)
  - Nathaniel Nichols, amerykański fizyk, teoretyk sterowania (ur. 1914)
- 1998:
  - Alberto Bovone, włoski kardynał (ur. 1922)
  - Simon de La Brosse, francuski aktor (ur. 1965)
  - Linda McCartney, amerykańska fotografka, muzyk, działaczka społeczna (ur. 1941)
- 1999 – Vladimír Macura, czeski literaturoznawca, krytyk, pisarz, tłumacz (ur. 1945)
- 2000:
  - Piotr Glebow, rosyjski aktor (ur. 1915)
  - Megan Williams, australijska aktorka (ur. 1956)
- 2001:
  - Merton E. Davies, amerykański inżynier, astronom (ur. 1917)
  - Łeonid Ostrowski, ukraiński piłkarz, trener pochodzenia łotewskiego (ur. 1936)
- 2003 – Earl King, amerykański gitarzysta i wokalista bluesowy (ur. 1934)
- 2004:
  - Abd al-Aziz ar-Rantisi, palestyński polityk, przywódca Hamasu (ur. 1947)
  - Bruce Boa, brytyjski aktor pochodzenia kanadyjskiego (ur. 1930)
  - Joe Kennedy, amerykański skrzypek jazzowy (ur. 1923)
  - Jim Ligon, amerykański koszykarz (ur. 1944)
  - Soundarya, indyjska aktorka (ur. 1971)
- 2005:
  - István Ilku, węgierski piłkarz, bramkarz (ur. 1933)
  - Rajmund Kaczyński, polski fizyk, żołnierz AK, ojciec Lecha i Jarosława (ur. 1922)
- 2006:
  - Jean Bernard, francuski hematolog (ur. 1907)
  - Scott Brazil, amerykański reżyser filmowy (ur. 1955)
  - Aleksandr Dołguszyn, rosyjski piłkarz wodny (ur. 1946)
  - Vaishnavi, indyjska aktorka (ur. 1985)
- 2007:
  - Kitty Carlisle, amerykańska aktorka, śpiewaczka operowa (ur. 1910)
  - Raymond Kaelbel, francuski piłkarz (ur. 1932)
- 2008 – Aimé Césaire, francuski pisarz, polityk pochodzenia martynickiego (ur. 1913)
- 2009:
  - Wiktor Paskow, bułgarski prozaik, dramaturg, scenarzysta, muzykolog (ur. 1949)
  - Józef Radwan, polski dyrygent, chórmistrz, organista, pedagog (ur. 1937)
  - Andrzej Salach, polski piłkarz (ur. 1959)
- 2010 – Alexandru Neagu, rumuński piłkarz (ur. 1948)
- 2013:
  - Gerino Gerini, włoski kierowca wyścigowy (ur. 1928)
  - Bi Kidude, tanzańska śpiewaczka (ur. ok. 1910)
  - Wacław Nycz, polski pilot sportowy i cywilny (ur. 1954)
- 2014:
  - Cheo Feliciano, portorykański piosenkarz, kompozytor (ur. 1935)
  - Gabriel García Márquez, kolumbijski pisarz, laureat Nagrody Nobla, dziennikarz, działacz społeczny (ur. 1927)
  - Karl Meiler, niemiecki tenisista (ur. 1949)
  - Barbara Modelska, polska aktorka (ur. 1935)
  - Albin Tybulewicz, polski tłumacz, dziennikarz, działacz emigracyjny (ur. 1929)
- 2015:
  - Izaat Ibrahim ad-Duri, iracki marszałek polny, polityk (ur. 1942)
  - Francis George, amerykański duchowny katolicki, arcybiskup Portland i Chicago, kardynał (ur. 1937)
  - Jaroslav Holík, czeski hokeista (ur. 1942)
  - Stanisław Maślanka, polski żołnierz podziemia antykomunistycznego (ur. 1924)
- 2016:
  - Doris Roberts, amerykańska aktorka (ur. 1925)
  - Picko Troberg, szwedzki kierowca wyścigowy i rajdowy (ur. 1938)
- 2017:
  - Jeremiasz (Anchimiuk), polski duchowny prawosławny, arcybiskup wrocławski i szczeciński (ur. 1943)
  - Matt Anoaʻi, samoański wrestler (ur. 1970)
- 2018:
  - Bolesław Boczek, polski prawnik, politolog (ur. 1922)
  - Barbara Bush, amerykańska pierwsza dama (ur. 1925)
  - David Foley, amerykański duchowny katolicki, biskup Birmingham (ur. 1930)
  - Stanisław Likiernik, polski politolog, podporucznik, żołnierz AK, uczestnik powstania warszawskiego (ur. 1923)
  - Tadeusz Willan, polski pisarz, dziennikarz, działacz społeczny (ur. 1932)
- 2019:
  - Alan García Pérez, peruwiański polityk, prezydent Peru (ur. 1949)
  - Ryszard Kaja, polski malarz, grafik, scenograf (ur. 1962)
  - Ja’akow Nechusztan, izraelski prawnik, polityk (ur. 1925)
  - Jan Wrabec, polski architekt, historyk sztuki (ur. 1937)
- 2020:
  - Carlos Contreras, chilijski piłkarz (ur. 1938)
  - Sergio Fantoni, włoski aktor (ur. 1930)
  - Norman Hunter, angielski piłkarz (ur. 1943)
- 2021:
  - Ferejdun Ghanbari, irański zapaśnik (ur. 1977)
  - Paul Helminger, luksemburski prawnik, samorządowiec, polityk, dyplomata, burmistrz Luksemburga (ur. 1940)
  - Sebastian Koto Khoarai, lesotyjski duchowny katolicki, biskup Mohale’s Hoek, kardynał (ur. 1929)
  - Gert Metz, niemiecki lekkoatleta, sprinter (ur. 1942)
- 2022:
  - Bronisław Drozdz, polski sztangista, samorządowiec, burmistrz Miasteczka Śląskiego (ur. 1956)
  - DJ Kayslay, amerykański didżej (ur. 1966)
  - Zbigniew Hałat, polski lekarz, epidemiolog, działacz społeczny (ur. 1950)
  - Omer Kaleshi, macedoński malarz (ur. 1932)
  - Radu Lupu, rumuński pianista (ur. 1945)
  - James Olson, amerykański aktor (ur. 1930)
  - Catherine Spaak, belgijska aktorka, piosenkarka (ur. 1945)
  - Leon Troniewski, polski inżynier chemik, wykładowca akademicki (ur. 1938)
- 2023:
  - Roman Garbowski, polski aktor (ur. 1935)
  - Maria Teresa Kiszczak, polska ekonomistka, poetka, bajkopisarka (ur. 1934)
  - Lázár Lovász, węgierski lekkoatleta, młociarz (ur. 1942)
  - Ernst Oberaigner, austriacki narciarz alpejski (ur. 1932)
  - Pawło Szkapenko, ukraiński piłkarz (ur. 1972)
  - Edward Szwagrzyk, polski generał brygady (ur. 1949)
  - Ryszard Wiśniewski, polski piłkarz (ur. 1933)
- 2024 – Chips Keswick, brytyjski przedsiębiorca, działacz sportowy, prezes klubu Arsenal F.C. (ur. 1940)
- 2025:
  - Przemysław Chlebosz, polski sztangista (ur. 1981)
  - Ewa Mańkowska, polska zoolog, polityk, wicewojewoda dolnośląski (ur. 1947)
  - Krystyna Miłobędzka, polska poetka, dramaturg (ur. 1932)
  - Ljubomir Simović, serbski poeta, dramaturg (ur. 1935)
  - Zygfryd Siwik, polski prawnik, profesor nauk prawnych, wykładowca akademicki (ur. 1942)
  - Jaromír Štětina, czeski dziennikarz, pisarz, korespondent wojenny, polityk, eurodeputowany (ur. 1943)
  - Tadeusz Żuczkowski, polski pisarz (ur. 1955)